# Kristin Windolf
Kristin Maria Windolf, född 29 december 1967 i Seattle, USA, är en svensk präst. Windolf är prästvigd i Stockholms stift och har sedan år 2014 en tjänst som domkyrkokomminister i Uppsala domkyrka. Windolf driver kulturprojekt i Svenska kyrkan och har samarbetat med konstnärer såsom Johan Thurfjell, Knutte Wester och Katja Aglert samt författare såsom Steve Sem-Sandberg, Kristian Lundberg och Agneta Pleijel. Hon tog initiativet till att Uppsala domkyrka år 2018 förvärvade videokonstverket Visitation av konstnären Bill Viola och initierade Existentiell litteraturfestival, ett samarbete med Sigtunastiftelsen.